# Összorosz Jégkorong Liga
Az Összorosz Jégkorong Liga (oroszul: Всероссийская хоккейная лига, röviden: ВХЛ, Vszerosszijszkaja Hokkejnaja Liga, röviden: VHL, 2022-ig használt nevén: Высшая хоккейная лига, Viszsaja Hokkejnaja Liga, elterjedt angol nevén: Supreme Hockey League, Major Hockey League vagy Higher Hockey League (HHL)) egy orosz professzionális jégkorongbajnokság, amely az oroszországi jégkorongszövetség második legmagasabb szintű bajnoksága a Kontinentális Jégkorong Liga után. 

## Története
A bajnokságot 2010-ben alapították.

### 2010–11
A 2010–2011-es szezonban az alapszakaszt a Rubin Tyumeny nyerte, és a rájátszásban is győzött a Nyeftyanyik Almetyjevszk legyőzésével 4-0-ás arányban.

### 2011–12
A 2011–2012-es szezonban az alapszakaszt a Szarjarka Karaganda nyerte, a rájátszásban a Torosz Nyeftyekamszk győzött az Rubin Tyumeny legyőzésével 4-1-es arányban.

### 2012–13
A 2012–2013-as szezonban az alapszakaszt a Szarjarka Karaganda nyerte, a rájátszásban a Torosz Nyeftyekamszk győzött a Szarjarka Karaganda legyőzésével 4-3-as arányban.

### 2013–14
A 2013–2014-es szezonban az alapszakaszt a Torosz Nyeftyekamszk nyerte, a rájátszásban a Szarjarka Karaganda győzött a Szarjarka Karaganda legyőzésével 4-2-es arányban.

### 2014–15
A 2014–2015-ös szezonban az alapszakaszt a Szarjarka Karaganda nyerte, a rájátszásban a Torosz Nyeftyekamszk győzött az Izssztal Izsevszk legyőzésével 4-2-es arányban.

### 2015–16
A 2015–2016-os szezonban az alapszakaszt a THK Tver nyerte, a rájátszásban a Nyeftyanyik Almetyjevszk győzött a Izssztal Izsevszket legyőzve 4-1-es arányban.

### 2016–17
A 2016–2017-es szezonban az alapszakaszt a Torpedo Uszty-Kamenogorszk nyerte, a rájátszásban a Dinamo Balasiha győzött a Torpedo Uszty-Kamenogorszkot legyőzve 4-0-ás arányban.

### 2017–18
A 2017–2018-as szezonban az alapszakaszt a Dinamo Szentpétervár nyerte, és a rájátszásban is nyert az SZKA-Neva Szentpétervárt legyőzve 4-2-es arányban.

### 2018–19
A 2018–2019-es szezonban az alapszakaszt az SZKA-Neva Szentpétervár nyerte, és a rájátszásban a Szarjarka Karaganda győzött az Rubin Tyumenyt legyőzve 4-1-es arányban.

### 2019–20
A 2019–2020-as szezonban az alapszakaszt a Zvezda Moszkva nyerte, azonban a rájátszást a Covid19-pandémia miatt félbe kellett szakítani.

### 2020–21
A 2020–2021-es szezonban az alapszakaszt a Jugra Hanti-Manszijszk nyerte, és a rájátszásban győzött is a Metallurg Novokuznyecket legyőzve 4-1-es arányban.

### 2021–22
A 2021–2022-es szezonban az alapszakaszt a Jugra Hanti-Manszijszk nyerte, a rájátszásban a Rubin Tyumeny győzött a Dinamo Szentpétervár legyőzésével 4-1-es arányban.

### 2022–23
A 2022–2023-as szezonban az alapszakaszt a Jugra Hanti-Manszijszk nyerte, a rájátszásban a Himik Voszkreszenszk győzött a Szokol Krasznojarszk legyőzésével 4-0-ás arányban.

### 2023–24
A 2023–2024-es szezonban az alapszakaszt a Molot Perm nyerte, a rájátszásban a Nyeftyanyik Almetyjevszk győzött az AKM Tula legyőzésével 4-0-ás arányban.

### Magyar játékosok a bajnokságban
- Karol Csányi: KRS Heilongcsiang (2017)[1]

## Lebonyolítás

### Alapszakasz
Az alapszakaszban 29 csapat vesz részt. Egy csapat 56 mérkőzést játszik, mindegyik csapattal 2-t, 1-1 meccset otthon és idegenben.

### Rájátszás
A rájátszásban a 16 legtöbb pontot szerző csapat jut be. A sorozatokat 4 nyertes meccsig játsszák a csapatok.

## Résztvevők

### Jelenlegi csapatok
A 2023-24-es szezonban részt vevő csapatok:
| Csapat                   | Város               | Jégcsarnok | Alapítva | Csatlakozva | KHL-partner                   | MHL-partner              |
| ------------------------ | ------------------- | ---------- | -------- | ----------- | ----------------------------- | ------------------------ |
| AKM Tula                 | Tula                |            | 2021     | 2021        |                               |                          |
| Barsz Kazany             | Kazany              |            | 2009     | 2014        | Ak Barsz Kazany               | Irbisz Kazany            |
| Buran Voronyezs          | Voronyezs           |            | 1977     | 2012        | Szerversztal Cserepovec       |                          |
| Gornyak-UGMK             | Verhnyaja Pisma     |            | 2012     | 2017        | Avtomobiliszty Jekatyerinburg | Avto Jekatyerinburg      |
| Dizel Penza              | Penza               |            | 1948     | 2010        | Torpedo Nyizsnyij Novgorod    |                          |
| Dinamo Szentpétervár     | Szentpétervár       |            | 2013     | 2016        | Dinamo Moszkva                | MHK Dinamo Szentpétervár |
| Dinamo-Altaj             | Barnaul             |            | 1954     | 2023        |                               |                          |
| Zauralje Kurgan          | Kurgan              |            | 1993     | 2010        |                               |                          |
| Zvezda Moszkva           | Moszkva             |            | 2015     | 2015        | CSZKA Moszkva                 | Krasznaja Armija Moszkva |
| Izssztal Izsevszk        | Izsevszk            |            | 1958     | 2010        | Nyeftehimik Nyizsnyekamszk    |                          |
| Krisztall Szaratov       | Szaratov            |            | 1947     | 2010        |                               |                          |
| HK Norilszk              | Norilszk            |            | 2023     | 2023        |                               |                          |
| Metallurg Novokuznyeck   | Novokuznyeck        |            | 1949     | 2017        | Szibir Novoszibirszk          | Kutnyeckije Medvegyi     |
| Molot Perm               | Perm                |            | 1948     | 2010        | Lokomotyiv Jaroszlavl         | MHK Molot                |
| Nyeftyanyik Almetyjevszk | Almetyjevszk        |            | 1965     | 2010        | Ak Barsz Kazany               | MHK Szputnyik            |
| Omszkije Kirilja         | Omszk               |            | 2021     | 2021        | Avangard Omszk                | Omszkije Jasztrebi       |
| HK Rosztov               | Rosztov-na-Donu     |            | 2005     | 2015        | HK Szocsi                     |                          |
| Rubin Tyumeny            | Tyumeny             |            | 1959     | 2010        |                               | Tyumenszkij Legion       |
| SZKA-Neva                | Szentpétervár       |            | 2008     | 2010        | SZKA Szentpétervár            | Akagyemija SZKA-Junior   |
| Szokol Krasznojarszk     | Krasznojarszk       |            | 1977     | 2011        | Amur Habarovszk               | Krasznojarszkije Riszi   |
| Torosz Nyeftyekamszk     | Nyeftyekamszk       |            | 1987     | 2010        | Szalavat Julajev Ufa          | Tolpar Ufa               |
| Rjazany-VDV              | Rjazany             |            | 1999     | 2010        | HK Vityaz                     |                          |
| HK Tambov                | Tambov              |            | 2000     | 2018        |                               |                          |
| Himik Voszkreszenszk     | Voszkreszenszk      |            | 1953     | 2015        | Szpartak Moszkva              | MHK Szpartak Moszkva     |
| CSZKA-VVSZ Szamara       | Szamara             |            | 1950     | 2017        | Lada Togliatti                |                          |
| Cselmet Cseljabinszk     | Cseljabinszk        |            | 1949     | 2010        | Traktor Cseljabinszk          | Belije Medvegyi          |
| HK Cselni                | Naberezsnije Cselni |            | 2004     | 2023        |                               |                          |
| Jugra Hanti-Manszijszk   | Hanti-Manszijszk    |            | 2006     | 2018        |                               | Mamonti Jugri            |
| Juzsnij Ural             | Orszk               |            | 1959     | 2010        | Metallurg Magnyitogorszk      |                          |

## Bajnokok
| Szezon  | Győztes                                                          | Döntő végeredménye                                               | Döntős                                                           | Alapszakasz győztese   |
| ------- | ---------------------------------------------------------------- | ---------------------------------------------------------------- | ---------------------------------------------------------------- | ---------------------- |
| 2010–11 | Rubin Tyumen                                                     | 4-0                                                              | Nyeftyanyik Almetyjevszk                                         | Rubin Tyumen           |
| 2011–12 | Torosz Nyeftyekamszk                                             | 4-1                                                              | Rubin Tyumen                                                     | Rubin Tyumen           |
| 2012–13 | Torosz Nyeftyekamszk                                             | 4-3                                                              | Szariarka Karagandi                                              | Szariarka Karagandi    |
| 2013–14 | Szariarka Karagandi                                              | 4-2                                                              | Rubin Tyumen                                                     | Torosz Nyeftyekamszk   |
| 2014–15 | Torosz Nyeftyekamszk                                             | 4-2                                                              | Izssztal Izsevszk                                                | Szariarka Karagandi    |
| 2015–16 | Nyeftyanyik Almetyjevszk                                         | 4-1                                                              | Izssztal Izsevszk                                                | THK Tver               |
| 2016–17 | Dinamo Balasiha                                                  | 4-0                                                              | Kazzinc-Torpedo                                                  | Kazzinc-Torpedo        |
| 2017–18 | Dinamo Szentpétervár                                             | 4-2                                                              | SZKA-Neva                                                        | Dinamo Szentpétervár   |
| 2018–19 | Szariarka Karagandi                                              | 4-1                                                              | Rubin Tyumen                                                     | SZKA-Neva              |
| 2019–20 | A szezon rájátszásait a Covid19-járvány miatt nem játszották le. | A szezon rájátszásait a Covid19-járvány miatt nem játszották le. | A szezon rájátszásait a Covid19-járvány miatt nem játszották le. | Zvezda Moszkva         |
| 2020–21 | Jugra Hanti-Manszijszk                                           | 4-1                                                              | Metallurg Novokuznyeck                                           | Jugra Hanti-Manszijszk |
| 2021–22 | Rubin Tyumen                                                     | 4-1                                                              | Dinamo Szentpétervár                                             | Jugra Hanti-Manszijszk |
| 2022–23 | Himik Voszkreszenszk                                             | 4-0                                                              | Szokol Krasznojarszk                                             | Jugra Hanti-Manszijszk |
| 2023–24 | Nyeftyanyik Almetyjevszk                                         | 4-0                                                              | AKM Tula                                                         | Molot Perm             |

## Nézettség
| Szezon  | Átlagos nézőszám | Helyezés | Legnézettebb csapat    |
| ------- | ---------------- | -------- | ---------------------- |
| 2021–22 | 504              | 5.       | Lada Togliatti (1406)  |
| 2022–23 | 1258             | 4.       | Lada Togliatti (3 705) |
| 2023–24 | 1386             | 4.       | Molot Perm (3 659)     |
| 2024–25 | 1551             | 4.       | Molot Perm (3 991)     |